# 3900 Knežević
A 3900 Knežević (ideiglenes jelöléssel 1985 RK) a Naprendszer kisbolygóövében található aszteroida. Edward L. G. Bowell fedezte fel 1985. szeptember 14-én.